# Robin Gasset
Pour les articles homonymes, voir Gasset.
Robin Gasset, né le 12 février 1981 à Montpellier, est un footballeur français international de football de plage.
Il est le fils de Jean-Louis Gasset. Sur herbe comme sur sable, son parcours est très proche de celui d'Anthony Barbotti, ami et coéquipier.

## Biographie
Après avoir suivi son père, Jean-Louis Gasset, dans le football à onze, Robin Gasset se dirige vers le beach soccer grâce à son ami Laurent Castro. Il évolue notamment au Montpellier HSC, au Stade Malherbe de Caen, au Paris SG et à l'Espanyol Barcelone, souvent avec la réserve de ces clubs. En 2009, il rejoint le Beach Soccer Palavasien.
En effet, avec Anthony Barbotti à l'AS Lattes, les compères se mettent au football de plage grâce à Laurent Castro, international français qui développe ce sport dans la région Montpellieraine. Christophe Touchat, coach de l'ASL créé l'équipe du CEP Palavas et prend Robin comme gardien. La compétition commence en 2009 pour les deux compères. En 2010, ils finissent quatrième du championnat de France avant d'accrocher la troisième place l'année suivante. Gasset impressionne par ses arrêts réflex et ses relances dignes d'un quaterback. Joël Cantona le repère et en deux coups de téléphone, l'aventure bleue commence. Le Tampon Festisable, en mai 2011 à La Réunion, est son baptême du feu. À la fin de la saison il part pour l'AS Peyrolles.
Début 2013, Robin Gasset est invité par Stéphane François à se joindre à l'équipe du Milano Beach Soccer pour un match d'exhibition contre le FC Barcelone. Durant l'été, il revient à l'AS Lattoise alors en DHR.
Il est actuellement entraîneur des gardiens de l équipe professionnelle du Montpellier HSC.

## Palmarès
Montpellier Hérault Beach Soccer
- Championnat de France
  - Finaliste en 2012 et 2013
  - 3e en 2011
  - 4e en 2010
  - Champion départemental et régional en 2012 et 2013